# Vladimír Czumalo
Vladimír Czumalo (15. prosince 1954 Karlovy Vary – 22. ledna 2024) byl český historik umění specializující se na historii architektury 19. a 20. století. Přednášel na Filozofické fakultě Univerzity Karlovy, Ústavu dějin křesťanského umění na Katolické teologické fakultě Univerzity Karlovy, FAMU a ČVUT.

## Životopis
Narodil se v Karlových Varech, vyrůstal v Chebu. Po absolvování gymnázia studoval na Filozofické fakultě Univerzity Karlovy v Praze na Katedře dějin umění a estetiky. Po ukončení studia se zde stal odborným asistentem. V roce 1988 získal doktorát za disertační práci s názvem "Česká teorie architektury v letech okupace", která vyšla knižně v roce 1991.
V roce 1982 se oženil s historičkou umění Petrou Neubertovou a společně se usadili v Dobřichovicích, kde se aktivně zapojil do místního kulturního života.
Kromě výuky publikoval několik set odborných studií, encyklopedických hesel a kritik, uspořádal mnoho výstav a spolupracoval s Českou televizí. Pro Národní památkový ústav připravoval přednášky z oblasti památkové péče. Působil v komisi Ministerstva kultury pro hodnocení návrhů na prohlášení nemovitých věcí a staveb za kulturní památku.